# Василенко, Вячеслав Андреевич
Вячеслав Андреевич Василенко (род. 7 июля 1948, Весёлоярск, Алтайский край) — генеральный директор ФГУП «НИТИ им. А. П. Александрова», Герой Российской Федерации.

## Биография
Вячеслав Андреевич Василенко родился 7 июля 1948 года в семье военного в селе Веселоярск Веселоярского сельсовета Рубцовского района Алтайского края.
В 1958 году переехал с семьёй в Кронштадт.
Окончил с серебряной медалью среднюю школу в поселке Большая Ижора Ломоносовского района Ленинградской области и с августа 1966 по январь 1970 года работал в одной из воинских частей Ленинградского военного округа слесарем-сборщиком контрольно-регулировочной станции. С января 1970 по октябрь 1972 года инженер, старший инженер в/ч 70170.
В 1972 окончил Ленинградский институт точной механики и оптики по специальности «электронно-вычислительные машины».
С октября 1972 года в Научно-исследовательском технологическом институте (Сосновый Бор): инженер, заместитель начальника и начальник лаборатории автоматизации, начальник отдела систем автоматизации, с 1992 года директор.
С июля 2002 по февраль 2022 года — генеральный директор ФГУП «НИТИ им. А. П. Александрова». С февраля 2022 года научный руководитель НИТИ.
Профессор кафедры «Атомные и тепловые энергетические установки» Санкт-Петербургского технического университета.
Учёный в области создания корабельных ядерных энергетических установок (ЯЭУ) и их комплексных испытаний на наземных стендах-прототипах. Автор концепции создания технологии комплексных натурных испытаний, основанной на совокупном использовании методов натурного и вычислительного экспериментов.
Под его руководством созданы мощные измерительно-вычислительные комплексы (ИВК) сбора, регистрации и обработки в режиме реального времени экспериментальных данных со стендов, расчетно-моделирующие комплексы для обоснования безопасности ЯЭУ, подготовки и обучения персонала, диагностики технического состояния оборудования.
Также под его руководством разработаны комплексы расчетных программ «КОРСАР» и «САПФИР», разработана и введена в эксплуатацию автоматизированная система радиационного контроля для Тяньваньской АЭС (Китай), завершено создание стендового комплекса «Каскад».
Автор более 100 научных трудов, в том числе трех монографий, и изобретений.
Кандидат (1991), доктор (2000) технических наук. Профессор (2010).

## Награды и звания, премии
- Указом Президента Российской Федерации («закрытым») в 2018 году присвоено звание Героя Российской Федерации с вручением медали «Золотая Звезда».
- Заслуженный деятель науки Российской Федерации (2006)[1].
- Орден «За морские заслуги».
- Премия Правительства Российской Федерации (1998) — за большой вклад в развитие атомной промышленности, создание новой техники и разработку новых технологий.
- Почётный гражданин Ленинградской области (2020)[2].